# Représentation étudiante au Conseil national de l'enseignement supérieur et de la recherche
En France, le Conseil national de l'enseignement supérieur et de la recherche (CNESER) est « un organe consultatif placé auprès du ministre chargé de l'Enseignement supérieur ou du ministre chargé de la recherche ». Il est présidé par le ministre responsable de l'Enseignement supérieur et de la Recherche.
Le CNESER est actuellement composé de 100 membres. 40 sont nommés par le ministère et 60 sont élus, parmi lesquels 11 représentants des étudiants.
Le renouvellement du collège étudiant a lieu tous les deux ans, par le biais d'une élection au suffrage indirect par les élus étudiants dans les conseils centraux de toutes les universités et grandes écoles de France. Il s'agit d'une élection proportionnelle à la plus forte moyenne.
Il est censé être représentatif de la communauté universitaire. À ce titre, il détermine, avec le CNOUS, la représentativité des organisations étudiantes : ces dernières sont légalement considérées comme représentatives si elles possèdent au moins un élu dans au moins un de ces conseils.

## Historique

### Aux origines de la représentation étudiante au CNESER: mai 68 et la Loi Faure
Le CNESER est créé par loi Loi Faure du 12 novembre 1968, juste après la mobilisation sociale de mai 1968, durant laquelle s'est exprimée une très forte contestation étudiante. Cette loi refonde les différentes instances politiques de l'enseignement supérieur et de la recherche.
Les modalités concrètes qui précisent la composition du CNESER et les modalités d'élections sont définies par décret, le 19 février 1971,. La première élection se déroulera cette même année.
Le CNESER est alors composé de 90 conseillers, dont 54 élus et parmi eux 17 étudiants. S'ajoute à ces derniers un représentant des étudiants en école d'ingénieurs (exclus du corps électoral).
L'élection est un scrutin indirect au troisième degrés : les étudiants élisent leurs représentants dans les Unités d’Enseignement et de Recherches (UER), qui désignent les grands électeurs (les membres des conseils d'université) qui, à leur tour, votent pour les élus au CNESER. Ces élus sont alors répartis à la proportionnelle au plus fort reste.

### La Loi Jospin et le statut d'organisation étudiante représentative
Les modalités électorales sont modifiées dans en premier temps, par décret, en 1985. Le nombre d'élus étudiants passe de 17 à 8. Le corps électoral est lui aussi modifié ; seuls les élus dans les Conseils d'Administration sont habilités à voter. Par ailleurs, le décret interdit la possibilité pour les grands électeurs de voter par correspondance : les votes doivent se faire directement à l'urne (depuis 1971, les électeurs avaient le choix entre ces deux modalités).
Ces modifications ne seront toutefois jamais effectives, puisqu'il n'y aura pas de nouveau scrutin avant 1989, année pendant laquelle les modalités électorales seront de nouveaux refondues. En effet, le décret du 2 janvier 1989 fixe la composition du CNESER à 61 membres, dont 40 élus et, parmi eux, 11 étudiants. Ces derniers sont toujours désignés via une élection indirecte. Le corps électoral est toutefois modifié : les grands électeurs sont les étudiants élus au sein des Conseils d'Administration (CA), des Conseils des Études et de la Vie Universitaires (CEVU) et Conseils Scientifiques (CS) des EPSCP. Le vote par correspondance est autorisé de nouveau.
Par ailleurs, le 14 juillet 1989 est promulguée la Loi d'orientation sur l'éducation (dite Loi Jospin). Cette dernière établit le statut d'organisation étudiante représentative. Sont alors considérées comme représentatives les associations étudiantes qui siègent au CNESER ou au CNOUS. Ce statut permet également de bénéficier de subventions publiques. Dès lors, les élections au CNESER deviennent, pour les organisations étudiantes, un enjeu financier conséquent (les 4 organisations considérées comme représentatives à l'issue des scrutins CNOUS et CNESER de 2019 se partageaient ainsi une subvention de 1,5 million d'euros).

## Synthèse des résultats

### Synthèse des résultats entre 1971 et 1989
| Année                                   | Année          | Année          | 1971 | 1976 | 1979 | 1983 |
| --------------------------------------- | -------------- | -------------- | ---- | ---- | ---- | ---- |
| Listes syndicales et/ou de gauche       |                |                |      |      |      |      |
|                                         | UNEF-Renouveau | UNEF-Renouveau | 7    | 10   | 10   | 5    |
|                                         | UNEF-ID        | UNEF-ID        | -    | -    | -    | 6    |
|                                         | CLERU          | CLERU          | 2    | -    | -    | -    |
|                                         | MARC / PSA     | MARC / PSA     | 1    | 1    | -    | 1    |
| Listes associatives et/ou corporatistes |                |                |      |      |      |      |
|                                         | FNEF           | CNEF           | 0    | -    | 1    | 1    |
|                                         | CLEF           | CNEF           | -    | 5    | 3    | 1    |
|                                         | LIDIE          | LIDIE          | 3    | -    | -    | -    |
| Listes de droite                        |                |                |      |      |      |      |
|                                         | UNI            | UNI            | 1    | 1    | 3    | 2    |
|                                         | AMRU           | AMRU           | 1    | -    | -    | -    |
|                                         | CELF           | CELF           | -    | -    | -    | 1    |
|                                         |                |                |      |      |      |      |
|                                         | Autres         | Autres         | 2    | -    | -    | 1    |

### Synthèse des résultats depuis 1989
| Année                                   | Année                                                                   | Année                                                                   | Année                                                                   | 1989 | 1991 | 1994 | 1996 | 1998 | 2000 | 2002 | 2004 | 2006 | 2008 | 2010 | 2012 | 2013 | 2015 | 2017 | 2019 | 2021 | 2023 | 2025 |
| --------------------------------------- | ----------------------------------------------------------------------- | ----------------------------------------------------------------------- | ----------------------------------------------------------------------- | ---- | ---- | ---- | ---- | ---- | ---- | ---- | ---- | ---- | ---- | ---- | ---- | ---- | ---- | ---- | ---- | ---- | ---- | ---- |
| Listes syndicales et/ou de gauche       |                                                                         |                                                                         |                                                                         |      |      |      |      |      |      |      |      |      |      |      |      |      |      |      |      |      |      |      |
|                                         | UNEF-ID                                                                 | UNEF-ID                                                                 | UNEF (depuis 2002)                                                      | 4    | 4    | 3    | 4    | 5    | 5    | 5    | 5    | 5    | 5    | 5    | 4    | 5    | 5    | 4    | 2    | 2    | 1    | 1    |
|                                         | UNEF-SE                                                                 | UNEF-SE                                                                 | UNEF (depuis 2002)                                                      | 2    | 2    | 2    | 2    | 1    | 5    | 5    | 5    | 5    | 5    | 5    | 4    | 5    | 5    | 4    | 2    | 2    | 1    | 1    |
|                                         | Union étudiante                                                         |                                                                         | Coordination syndicale (depuis 2025)                                    | -    | -    | -    | -    | -    | -    | -    | -    | -    | -    | -    | -    | -    | -    | -    | -    | -    | -    | 1    |
|                                         | Union étudiante                                                         | Union étudiante                                                         | -                                                                       | -    | -    | -    | -    | -    | -    | -    | -    | -    | -    | -    | -    | -    | -    | 2    | 2    | 3    | 3    |      |
|                                         | SUD Étudiant et FSE (2002-2013) · Solidaires étudiant-e-s (depuis 2013) | SUD Étudiant et FSE (2002-2013) · Solidaires étudiant-e-s (depuis 2013) | SUD Étudiant et FSE (2002-2013) · Solidaires étudiant-e-s (depuis 2013) | -    | -    | -    | -    | -    | -    | 0    | 0    | 0    | 0    | 0    | 0    | 0    | 0    | 0    | 2    | -    | -    | -    |
|                                         | Confédération étudiante                                                 | Confédération étudiante                                                 | Confédération étudiante                                                 | -    | -    | -    | -    | -    | -    | -    | 0    | 1    | 1    | 1    | 1    | -    | -    | -    | -    | -    | -    | -    |
| Listes associatives et/ou corporatistes |                                                                         |                                                                         |                                                                         |      |      |      |      |      |      |      |      |      |      |      |      |      |      |      |      |      |      |      |
|                                         | FAGE                                                                    | FAGE                                                                    | FAGE                                                                    | 2    | 2    | 3    | 3    | 3    | 3    | 3    | 2    | 3    | 2    | 2    | 3    | 4    | 5    | 5    | 6    | 5    | 6    | 5    |
|                                         | PDE                                                                     |                                                                         | ANEE · ONDE (depuis 2019)                                               | -    | -    | 1    | 1    | 1    | 1    | 1    | 2    | 1    | 1    | 2    | 2    | 1    | 1    | -    | 0    | 1    | 0    | -    |
| Listes de droite                        |                                                                         |                                                                         |                                                                         |      |      |      |      |      |      |      |      |      |      |      |      |      |      |      |      |      |      |      |
|                                         | UNI / MéT                                                               | UNI / MéT                                                               | UNI / MéT                                                               | 2    | 2    | 2    | 1    | 1    | 2    | 2    | 2    | 1    | 2    | 1    | 1    | 1    | 0    | 1    | 1    | 1    | 1    | 1    |
|                                         | CELF                                                                    | CELF                                                                    | CELF                                                                    | 1    | 1    | -    | -    | -    | -    | -    | -    | -    | -    | -    | -    | -    | -    | -    | -    | -    | -    | -    |
| Listes inclassables / Divers            |                                                                         |                                                                         |                                                                         |      |      |      |      |      |      |      |      |      |      |      |      |      |      |      |      |      |      |      |
|                                         | Parole étudiante                                                        | Parole étudiante                                                        | Parole étudiante                                                        | -    | -    | -    | -    | -    | -    | -    | -    | -    | -    | -    | -    | -    | -    | 1    | -    | -    | -    | -    |

## Résultats des élections entre 1971 et 1989

### Résultats de 1971
|        |                                  |       |        |
| Liste, | Liste,                           | %     | Sièges |
|        | UNEF-Re                          | 40,60 | 7      |
|        | LIDIE                            | 18,73 | 3      |
|        | CLERU                            | 8,65  | 2      |
|        | UNI                              | 8,55  | 1      |
|        | Défense des Libertés étudiantes  | 7,81  | 1      |
|        | AMRU                             | 5,91  | 1      |
|        | MARC                             | 4,64  | 1      |
|        | ARU                              | 3,90  | 1      |
|        | FNEF                             | 2,42  | 0      |
|        | Fédération des étudiants sérieux | 0,82  | 0      |
|        | Liste cogestion                  | 0,52  | 0      |
|        | Liste action régionale           | 0     | 0      |
|        |                                  |       |        |
| Total  | Total                            | 100   | 16     |

Évolution des syndicats étudiants français entre 1970 et 2022. En 1971, l'UNEF vient de scissionner.

Cette première élection se déroule juste après la scission entre les deux UNEF. L'UNEF - Unité Syndicale (UNEF-US), dirigée par les lambertistes, boycotte les élections tandis que l'UNEF dite "Renouveau", proche du PCF, y participe et sort très largement en tête du scrutin, avec 7 élus et 40% des suffrages. Elle est concurrencée "sur sa droite" par le Comité de Liaison Étudiant pour la Rénovation Universitaire (CLERU), plus modéré, ouvertement réformiste et favorable à la cogestion, qui obtient 2 élus et "sur sa gauche" par la liste du Mouvement d'Action et de Recherche Critique (MARC), proche de la CFDT et du PSU, qui obtient 1 élu.
La Liste Indépendante de Défense des Intérêts des Étudiants (LIDIE), présentée par l'ANEMF et la FNAGE, se hisse en seconde position avec 3 élus.
À droite, la liste de l'Union Nationale Interuniversitaire (UNI), très conservatrice, anticommuniste et fondée directement en réaction aux mobilisations sociales de 1968, obtient 1 élu, tout comme l'Alliance des Mouvements pour la Réforme de l'Université (AMRU), proche des gaullistes modérés de l'Union des Jeunes pour le Progrès.

### Résultats de 1976
|       |              |       |        |               |
| Liste | Liste        | %     | Sièges | Evolution     |
|       | UNEF-Re      | 60,30 | 10     | 3             |
|       | CLEF         | 25,10 | 5      | Nv            |
|       | MARC / COSEF | 7,40  | 1      | en stagnation |
|       | UNI          | 7,15  | 1      | en stagnation |
|       |              |       |        |               |
| Total | Total        | 100   | 17     |               |

Les conseillers étudiants élus en 1971 sont reconduits deux fois d'affilée, si bien que la deuxième élection CNESER se déroule en 1976, soit 5 ans après la première.
À l'occasion de ce scrutin, l'UNEF Renouveau se renforce considérablement, en obtenant 60% des suffrages et 10 élus (soit 3 de plus qu'en 1976).
La liste du MARC, soutenue cette année par le COSEF, progresse également en voix et conserve son élu.
Le Comité de Liaison des Étudiants de France (CLEF), issu de la fusion du CLERU, de l'AMRU et de plusieurs associations monodisciplinaires (ANEMF, ANEPF, UNECD, FNAGE), dont celles qui avaient constitué la liste LIDIE en 1971, obtient 5 élus, contre 6 élus obtenus séparément en 1971 par ces 3 listes.
La FNEF, qui avait participé au scrutin de 1971 sans obtenir d'élus, boycotte le scrutin pour marquer son opposition à la réforme Soisson.
L'UNEF-US, de son côté, refuse toujours de participer au scrutin, étant opposée au principe de la cogestion.

### Résultats de 1979
|       |         |       |        |               |
| Liste | Liste   | %     | Sièges | Evolution     |
|       | UNEF-Re | 59,32 | 10     | en stagnation |
|       | CLEF    | 19,77 | 3      | 2             |
|       | UNI     | 15,67 | 3      | 2             |
|       | FNEF    | 5,16  | 1      | Nv            |
|       |         |       |        |               |
| Total | Total   | 100   | 17     |               |

Le scrutin de 1979 marque une forte progression de l'UNI, au détriment du CLEF, dans un scrutin toujours très largement dominé par l'UNEF Renouveau.
Le MARC s'est dissous en 1976 à l'occasion de la création du Mouvement d'Action Syndicale (MAS). Ce dernier ne participe pas au scrutin, tout comme l'UNEF-US.

### Résultats de 1983
|       |                        |       |        |           |
| Liste | Liste                  | %     | Sièges | Evolution |
|       | UNEF-ID                | 33,06 | 6      | Nv        |
|       | UNEF-SE                | 31,46 | 5      | 5         |
|       | UNI                    | 9,62  | 2      | 1         |
|       | Étudiants Indépendants | 7,67  | 1      | Nv        |
|       | CNEF                   | 6,42  | 1      | Nv        |
|       | PSA                    | 5,71  | 1      | Nv        |
|       | CELF                   | 5,08  | 1      | Nv        |
|       | FNEMS                  | 0,98  | 0      | Nv        |
|       |                        |       |        |           |
| Total | Total                  | 100   | 17     |           |

Ce scrutin est marqué par la participation de l'UNEF - Indépendante et Démocratique (UNEF-ID), issue de la fusion de l'UNEF-US et du MAS. L'UNEF-US avait toujours refusé de participer aux élections CNESER, pour marquer son opposition de principe à la cogestion. Elle se hisse désormais en tête, avec 6 élus, essentiellement au détriment de sa concurrente directe, l'UNEF - Solidarité Étudiante (nouvelle désignation de l'UNEF-Renouveau), qui perd la moitié de ses voix et de ses sièges, chutant ainsi à la seconde place.
La Confédération Nationale des Étudiants de France (CNEF), issue de la fusion du CLEF et de la FNEF, obtient 1 élu (contre 4 élus obtenus séparément par ces deux listes en 1979).
Le scrutin de 1983 voit aussi l'arrivée au CNESER du Collectif des Étudiants Libéraux de France (CELF, 1 élu), proche de l'UDF, créé pour concurrencer dans les universités la très droitière UNI (2 élus) et le CNEF, officiellement apolitique mais proche du RPR.
Enfin, Pour un Syndicalisme Autogestionnaire (PSA), constitué par les militants du MAS qui ont refusé la fusion avec l'UNEF-US, obtient 1 élu.

## Résultats détaillés depuis la Loi Jospin (1989)

### Résultats de 1989
|       |             |       |        |
| Liste | Liste       | %     | Sièges |
|       | UNEF-ID     | 35,67 | 4      |
|       | DDE - FAGEM | 18,89 | 2      |
|       | UNEF-SE     | 16,38 | 2      |
|       | UNI         | 14,67 | 2      |
|       | CELF        | 9,15  | 1      |
|       | PSA         | 5,23  | 0      |
|       |             |       |        |
| Total | Total       | 100   | 11     |

La décennie 1980 ayant été marquée par de nombreuses mobilisations étudiantes, notamment la mobilisation contre la loi Savary (1983) et contre la loi Devaquet (1986), il n'y aura pas d'élections au CNESER avant 1989. À cette occasion, les modalités du scrutin sont profondément bouleversées : le nombre d'élus étudiants passe de 17 à 11.
L'UNEF-ID reste largement en tête, tandis que sa concurrente, l'UNEF-SE chute à la 3ème place, derrière la liste de la FAGEM. Cette dernière, issue de l'unification du CNEF et de la FNEF, regroupe les principales associations corporatistes.
PSA échoue à obtenir un élu. Cela marquera la disparition des syndicats étudiants de luttes à ce scrutin, jusqu'à l'apparition des listes SUD Étudiant et FSE, à partir des années 2000.

### Résultats de 1991
|       |             |       |        |               |
| Liste | Liste       | %     | Sièges | Evolution     |
|       | UNEF-ID     | 32,05 | 4      | en stagnation |
|       | DDE - FAGEM | 20,81 | 2      | en stagnation |
|       | UNI         | 18,14 | 2      | en stagnation |
|       | UNEF-SE     | 18,05 | 2      | en stagnation |
|       | CELF        | 4,42  | 1      | en stagnation |
|       | CNEF        | 3,77  | 0      | en stagnation |
|       | GAMMA       | 2,76  | 0      | Nv            |
|       |             |       |        |               |
| Total | Total       | 100   | 11     |               |

### Résultats de 1994
|                          |                          |      |       |        |               |
| Liste,                   | Liste,                   | Voix | %     | Sièges | Evolution     |
|                          | Association Étudiante    | 374  | 29,17 | 3      | 1             |
|                          | UNEF-ID                  | 333  | 25,98 | 3      | 1             |
|                          | UNI                      | 220  | 17,16 | 2      | en stagnation |
|                          | UNEF-SE                  | 211  | 16,46 | 2      | en stagnation |
|                          | PDE                      | 144  | 11,23 | 1      | Nv            |
|                          |                          |      |       |        |               |
| Votes exprimés           | Votes exprimés           | 1282 | 95,63 |        |               |
| Votes blancs             | Votes blancs             | 56   | 4,37  |        |               |
| Votes nuls               |                          | 56   | 4,37  |        |               |
| Total                    | Total                    | 2401 | 100   | 11     |               |
| Abstention               | Abstention               | 1063 | 44,27 |        |               |
| Inscrits / participation | Inscrits / participation | 1338 | 65,73 |        |               |

À l'issue de ces élections, et pour la première fois depuis la mise en place d'élections étudiantes au CNESER, aucune des deux UNEF n'est en tête. En effet, l'UNEF-ID est doublée par la liste « Association Étudiante ». Cette dernière regroupe la FAGE ainsi qu'un certain nombre d'associations de filières monodisciplinaires (AFNEUS, UNECD, FFAEH, FNEG...).
Dans le même temps, d'autres associations monodisciplinaires (l'ANEPF, la FNEB et l'UNEDESEP) se regroupent et forment « Promotion et Défense des Étudiants » (PDE).
De son côté, le CELF n'est plus en mesure de présenter de liste. Elle perdra son statut d'organisation étudiante représentative et disparaitra définitivement des instances nationales. Durant toute son existence, cette organisation, proche de l'UDF, n'aura jamais réussi à s'imposer électoralement face à l'UNI, sa concurrente à droite.

### Résultats de 1996
|                          |                          |      |       |        |               |
| Liste,                   | Liste,                   | Voix | %     | Sièges | Evolution     |
|                          | UNEF-ID                  | 464  | 29,5  | 4      | 1             |
|                          | Association Etudiante    | 430  | 27,34 | 3      | en stagnation |
|                          | Association Etudiante    | 430  | 27,34 | 3      | en stagnation |
|                          | UNEF-SE                  | 266  | 16,91 | 2      | en stagnation |
|                          | UNI                      | 227  | 14,43 | 1      | 1             |
|                          | PDE                      | 186  | 11,82 | 1      | en stagnation |
|                          |                          |      |       |        |               |
| Votes exprimés           | Votes exprimés           | 1573 | 97,16 |        |               |
| Votes blancs             | Votes blancs             | 46   | 2,84  |        |               |
| Votes nuls               |                          | 46   | 2,84  |        |               |
| Total                    | Total                    | 1619 | 100   | 11     |               |
| Abstention               | Abstention               | 847  | 34,35 |        |               |
| Inscrits / participation | Inscrits / participation | 2466 | 65,65 |        |               |

À partir de cette élection, le mode de scrutin évolue. En effet, depuis 1971 et jusqu'à cette année, les élus étaient répartis à la proportionnelle au plus fort reste. Le décret du 23 mai 1996 va instaurer un mode de scrutin proportionnel à la plus forte moyenne, moins favorable aux "petites" listes. Par ailleurs, le vote "à l'urne" est supprimé et le vote par correspondance devient la seule modalité d'élection.

### Résultats de 1998
|                          |                          |      |       |        |               |
| Liste,                   | Liste,                   | Voix | %     | Sièges | Evolution     |
|                          | UNEF-ID                  | 611  | 38,12 | 5      | 1             |
|                          | FAGE                     | 408  | 25,45 | 3      | en stagnation |
|                          | UNI                      | 224  | 13,97 | 1      | en stagnation |
|                          | UNEF-SE                  | 181  | 11,29 | 1      | 1             |
|                          | PDE                      | 179  | 11,17 | 1      | en stagnation |
|                          |                          |      |       |        |               |
| Votes exprimés           | Votes exprimés           | 1603 | 97,03 |        |               |
| Votes blancs             | Votes blancs             | 49   | 2,97  |        |               |
| Votes nuls               |                          | 49   | 2,97  |        |               |
| Total                    | Total                    | 1652 | 100   | 11     |               |
| Abstention               | Abstention               | 947  | 36,44 |        |               |
| Inscrits / participation | Inscrits / participation | 2599 | 65,56 |        |               |

Les résultats de ces élections sont annulés par le tribunal administratif le 22 février 1999, jugement confirmé en appel le 18 mai 2000. Le tribunal a considéré que l'UNEF-ID avait exercé des pressions sur les électeurs et donc porté atteinte au caractère personnel du vote.

### Résultats de 2000
|                          |                          |      |       |        |               |
| Liste,                   | Liste,                   | Voix | %     | Sièges | Evolution     |
|                          | UNEF-ID / UNEF-SE        | 684  | 44,32 | 5      | 1             |
|                          | CNELIA                   | 431  | 27,93 | 3      | en stagnation |
|                          | UNI                      | 275  | 17,82 | 2      | 1             |
|                          | PDE                      | 153  | 9,92  | 1      | en stagnation |
|                          |                          |      |       |        |               |
| Votes exprimés           | Votes exprimés           | 1543 | 94,66 |        |               |
| Votes blancs             | Votes blancs             | 87   | 5,34  |        |               |
| Votes nuls               |                          | 87   | 5,34  |        |               |
| Total                    | Total                    | 1630 | 100   | 11     |               |
| Abstention               | Abstention               | 1040 | 38,95 |        |               |
| Inscrits / participation | Inscrits / participation | 2670 | 61,05 |        |               |

Au moment de cette élection, l'UNEF-SE et l'UNEF-ID sont en voie de réunification et font liste commune. Parmi les 5 élus obtenus par cette liste, 4 sont issus de l'UNEF-ID et 1 de l'UNEF-SE.
La FAGE se présente sous la casquette de la CNÉLIA (Confédération Nationale des Élus Indépendants et Associatifs).

### Résultats de 2002
|                                                                |                          |      |       |        |               |
| Liste,                                                         | Liste,                   | Voix | %     | Sièges | Evolution     |
|                                                                | UNEF                     | 669  | 39,63 | 5      | en stagnation |
| UNEF et associations étudiantes                                |                          | 669  | 39,63 | 5      | en stagnation |
|                                                                | CNELIA                   | 429  | 25,41 | 3      | en stagnation |
| Associations étudiantes et élus indépendants                   |                          | 429  | 25,41 | 3      | en stagnation |
|                                                                | UNI                      | 293  | 17,36 | 2      | en stagnation |
| UNI et indépendants                                            |                          | 293  | 17,36 | 2      | en stagnation |
|                                                                | PDE                      | 178  | 10,54 | 1      | en stagnation |
| BDE, Corpos, Amicales et associations étudiantes indépendantes |                          | 178  | 10,54 | 1      | en stagnation |
|                                                                | SUD Étudiant / FSE       | 119  | 7,066 | 0      | Nv            |
|                                                                |                          | 119  | 7,066 | 0      | Nv            |
|                                                                |                          |      |       |        |               |
| Votes exprimés                                                 | Votes exprimés           | 1688 | 96,98 |        |               |
| Votes blancs                                                   | Votes blancs             | 53   | 3,02  |        |               |
| Votes nuls                                                     |                          | 53   | 3,02  |        |               |
| Total                                                          | Total                    | 1741 | 100   | 11     |               |
| Abstention                                                     | Abstention               | 911  | 34,35 |        |               |
| Inscrits / participation                                       | Inscrits / participation | 2652 | 65,65 |        |               |

Évolution des syndicats étudiants français entre 1970 et 2022. Tandis que l'UNEF est réunifiée, SUD et la FSE apparaissent.

Il s'agit de la première élection depuis la réunification de l'UNEF. La répartition des sièges entre les différentes organisations demeure stable par rapport à 2000.
Cette élection est toutefois marquée par l'apparition d'une nouvelle liste : la liste commune SUD Étudiant / Fédération syndicale étudiante (FSE). La FSE a été créée dans le courant de l'année 2000 et est constituée des AGE de l'UNEF-SE opposées à la réunification des deux UNEF. Les syndicats SUD Étudiant existent depuis 1995 mais n'avaient jamais été en mesure de présenter une liste aux élections CNESER.

### Résultats de 2004
|                          |                          |      |       |        |               |
| Liste,                   | Liste,                   | Voix | %     | Sièges | Evolution     |
|                          | UNEF                     | 717  | 37,99 | 5      | en stagnation |
|                          | FAGE                     | 351  | 18,61 | 2      | 1             |
|                          | UNI                      | 308  | 16,32 | 2      | en stagnation |
|                          | PDE                      | 268  | 14,20 | 2      | 1             |
|                          | Cé                       | 105  | 5,56  | 0      | Nv            |
|                          | SUD Étudiant             | 88   | 4,66  | 0      | en stagnation |
|                          | FSE                      | 50   | 2,65  | 0      | en stagnation |
|                          |                          |      |       |        |               |
| Votes exprimés           | Votes exprimés           | 1887 | 98,13 |        |               |
| Votes blancs             | Votes blancs             | 36   | 1,87  |        |               |
| Votes nuls               |                          | 36   | 1,87  |        |               |
| Total                    | Total                    | 1923 | 100   | 11     |               |
| Abstention               | Abstention               | 804  | 29,48 |        |               |
| Inscrits / participation | Inscrits / participation | 2727 | 70,52 |        |               |

L'année 2004 voit apparaitre la Confédération étudiante (Cé), une scission de l'UNEF, proche de la CFDT. La FSE et SUD Etudiant font 2 listes distinctes.

### Résultats de 2006
|                          |                          |      |      |        |               |
| Liste                    | Liste                    | Voix | %    | Sièges | Evolution     |
|                          | UNEF                     | 805  | 41,8 | 5      | en stagnation |
|                          | FAGE                     | 429  | 22,3 | 3      | 1             |
|                          | UNI                      | 240  | 12,5 | 1      | 1             |
|                          | Cé                       | 237  | 12,3 | 1      | 1             |
|                          | PDE                      | 147  | 7,6  | 1      | 1             |
|                          | SUD Étudiant / FSE       | 68   | 3,5  | 0      | en stagnation |
|                          |                          |      |      |        |               |
| Votes exprimés           | Votes exprimés           | 1926 | 98,8 |        |               |
| Votes blancs             | Votes blancs             | 23   | 1,2  |        |               |
| Votes nuls               |                          | 23   | 1,2  |        |               |
| Total                    | Total                    | 1949 | 100  | 11     |               |
| Abstention               | Abstention               | 817  | 29,5 |        |               |
| Inscrits / participation | Inscrits / participation | 2766 |      |        |               |

### Résultats de 2008
|                          |                          |      |      |        |               |
| Liste,                   | Liste,                   | Voix | %    | Sièges | Evolution     |
|                          | UNEF                     | 774  | 38,2 | 5      | en stagnation |
|                          | FAGE                     | 394  | 19,5 | 2      | 1             |
|                          | UNI                      | 265  | 13,1 | 2      | 1             |
|                          | Cé                       | 247  | 12,2 | 1      | en stagnation |
|                          | PDE                      | 212  | 10,5 | 1      | en stagnation |
|                          | SUD Étudiant / FSE       | 131  | 6,5  | 0      | en stagnation |
|                          |                          |      |      |        |               |
| Votes exprimés           | Votes exprimés           | 2023 | 98,7 |        |               |
| Votes blancs             | Votes blancs             | 36   | 1,3  |        |               |
| Votes nuls               |                          | 36   | 1,3  |        |               |
| Total                    | Total                    | 2059 | 100  | 11     |               |
| Abstention               | Abstention               | 663  | 24,6 |        |               |
| Inscrits / participation | Inscrits / participation | 2722 |      |        |               |

#### Résultats de 2010
|                          |                          |      |       |        |               |
| Liste                    | Liste                    | Voix | %     | Sièges | Evolution     |
|                          | UNEF                     | 807  | 39,25 | 5      | en stagnation |
|                          | FAGE                     | 404  | 19,64 | 2      | en stagnation |
|                          | PDE                      | 309  | 15,03 | 2      | 1             |
|                          | Cé                       | 229  | 11,14 | 1      | en stagnation |
|                          | UNI                      | 203  | 9,87  | 1      | 1             |
|                          | SUD Étudiant / FSE       | 104  | 5,06  | 0      | en stagnation |
|                          |                          |      |       |        |               |
| Votes exprimés           | Votes exprimés           | 2056 |       |        |               |
| Votes blancs             | Votes blancs             | 21   |       |        |               |
| Votes nuls               |                          | 21   |       |        |               |
| Total                    | Total                    | 2077 | 100   | 11     |               |
| Abstention               |                          |      |       |        |               |
| Inscrits / participation | Inscrits / participation | 2743 |       |        |               |

### Résultats de 2012 (élection annulée)
| |                                               |      |       |        |               |
| Liste | Liste                                         | Voix | %     | Sièges | Evolution     |
| | UNEF                                          | 592  | 36,34 | 4      | 1             |
| UNEF le syndicat étudiant et associations étudiantes. ― Face aux inégalités : un droit aux études pour tous |                                               | 592  | 36,34 | 4      | 1             |
| | FAGE                                          | 377  | 23,14 | 3      | 1             |
| FAGE : avec les élus associatifs et indépendants                                                            |                                               | 377  | 23,14 | 3      | 1             |
| | PDE                                           | 311  | 19,09 | 2      | en stagnation |
| BDE, corpos, amicales et associations étudiantes indépendantes : promotion et défense des étudiants         |                                               | 311  | 19,09 | 2      | en stagnation |
| | Mouvement des étudiants                       | 164  | 10,07 | 1      | en stagnation |
| UNI-MET et élus indépendants                                                                                |                                               | 164  | 10,07 | 1      | en stagnation |
| | Confédération étudiante                       | 131  | 8,04  | 1      | en stagnation |
| Cé la Confédération étudiante et associations : la Cé ― le syndicat étudiant indépendant                    |                                               | 131  | 8,04  | 1      | en stagnation |
| | SUD Étudiant / Fédération syndicale étudiante | 54   | 3,31  | 0      | en stagnation |
| SUD-FSE : pour un enseignement supérieur public et ouvert à tou-te-s                                        |                                               | 54   | 3,31  | 0      | en stagnation |
| |                                               |      |       |        |               |
| Votes exprimés                                                                                              | Votes exprimés                                | 1629 | 98,7  |        |               |
| Votes blancs ou nuls                                                                                        | Votes blancs ou nuls                          | 21   | 1,3   |        |               |
| Total | Total                                         | 1650 | 100   | 11     |               |
| Abstention                                                                                                  | Abstention                                    | 626  | 27,5  |        |               |
| Inscrits / participation                                                                                    | Inscrits / participation                      | 2276 | 72,5  |        |               |

À l'occasion de ce scrutin, l'UNEF enregistre un recul, au profit de la FAGE.
L'UNI cède sa place au "Mouvement des étudiants" (Mét), une structure annexe de ce premier.
La diminution du nombre de grands électeurs s'explique par la décision, contestée par plusieurs organisations étudiantes, du ministère de l'enseignement supérieur et de la recherche d'enlever des listes électorales les suppléants aux conseils d'administration des EPSCP. La diminution du pourcentage de votants par rapport au nombre d'inscrits s'explique quant à lui par les problèmes administratifs intervenus lors de l'envoi de matériels de vote.
À la suite d'une contestation portée par l'UNEF (qui mettait en avant des manquements dans la mise en place de l'élection et l'élaboration de la liste électorale) le tribunal administratif annule ces élections.
Cette année-là, la dotation publique (attribuée au prorata du nombre de sièges obtenus) était de 567 500 euros, soit 51 590 euros par élu.

### Résultats de 2013
|                          |                          |            |            |            |               |
| Liste                    | Liste                    | Voix       | %          | Sièges     | Evolution     |
|                          | UNEF                     | 648        | 40,70      | 5          | 1             |
|                          | FAGE                     | 527        | 33,10      | 4          | 1             |
|                          | PDE                      | 209        | 13,13      | 1          | 1             |
|                          | Mouvement des étudiants  | 157        | 9,86       | 1          | en stagnation |
|                          | Solidaires étudiant-e-s  | 51         | 3,20       | 0          | en stagnation |
|                          | Confédération étudiante  | Non validé | Non validé | Non validé | 1             |
|                          |                          |            |            |            |               |
| Votes exprimés           | Votes exprimés           | 1592       | 94,0       |            |               |
| Votes blancs ou nuls     | Votes blancs ou nuls     | 35         | 6,0        |            |               |
| Total                    | Total                    | 1627       | 100        | 11         |               |
| Abstention               | Abstention               | 549        | 25,8       |            |               |
| Inscrits / participation | Inscrits / participation | 2176       | 74,2       |            |               |

La liste présentée par la Cé est invalidée.[réf. nécessaire] Cette organisation disparait définitivement du CNESER et des universités.
L'UNEF et de la FAGE, progressent toutes les deux en voix et en élus (+1 chacune). Cette progression est essentiellement liée à la transformation du corps électoral : les élus (titulaires et suppléants) en CA des grands établissements voient leur poids électoral prendre le l'importance, dans la mesure où ils désignent à présent un second électeur de leur choix parmi les suppléants des CEVU ou CS. Or les grosses organisations (UNEF et FAGE) sont mieux représentées dans les CA, tandis que les CEVU, qui laissent plus de place au pluralisme, voient leur poids électoral relatif diminuer.
Du côté du syndicalisme de luttes, SUD Étudiant et la FSE, qui faisaient généralement liste commune à cette élection, ont fusionné au sein d'un même syndicat : Solidaires Étudiant-e-s. Cette nouvelle nouvelle organisation échoue toutefois encore à obtenir un élu.

### Résultats de 2015
|                          |                          |      |       |        |               |
| Liste                    | Liste                    | Voix | %     | Sièges | Evolution     |
|                          | UNEF                     | 607  | 42,04 | 5      | en stagnation |
|                          | FAGE                     | 562  | 38,92 | 5      | 1             |
|                          | PDE                      | 131  | 9,07  | 1      | en stagnation |
|                          | UNI                      | 86   | 5,96  | 0      | 1             |
|                          | Solidaires étudiant-e-s  | 58   | 4,02  | 0      | en stagnation |
|                          |                          |      |       |        |               |
| Votes exprimés           | Votes exprimés           | 1444 |       |        |               |
| Votes blancs             |                          |      |       |        |               |
| Votes nuls               |                          |      |       |        |               |
| Total                    | Total                    |      | 100   | 11     |               |
| Abstention               | Abstention               |      | 23,5  |        |               |
| Inscrits / participation | Inscrits / participation | 1887 | 76,5  |        |               |

Pour la première fois depuis la mise en place du CNESER, l'UNI, à la suite d'un résultat historiquement faible, disparait du conseil. Elle dénonce alors des « irrégularités et fraudes massives » et demande l'annulation des élections. Elle dépose un recours, mais celui-ci est rejeté par le Tribunal administratif de Paris, rejet confirmé en appel.
De son côté, la FAGE poursuit sa progression et vient égaliser le score de l'UNEF en termes de sièges. Les résultats électoraux se « bipolarisent » entre ces deux organisations.

### Résultats de 2017
|                          |                          |                                                                                   |      |       |        |               |
| Liste                    | Liste                    | Liste                                                                             | Voix | %     | Sièges | Evolution     |
|                          |                          | FAGE                                                                              | 554  | 38,5  | 5      | en stagnation |
|                          |                          | UNEF                                                                              | 496  | 34,5  | 4      | 1             |
|                          |                          | Parole Etudiante (PDE · diss FAGE · diss UNEF · structures locales indépendantes) | 217  | 15,1  | 1      | Nv            |
|                          |                          | UNI                                                                               | 115  | 8     | 1      | 1             |
|                          |                          | Solidaires étudiant-e-s                                                           | 55   | 3,8   | 0      | en stagnation |
|                          |                          |                                                                                   |      |       |        |               |
| Total                    | Total                    | Total                                                                             | 1437 | 100   | 11     |               |
| Abstention               | Abstention               | Abstention                                                                        | 568  | 28,33 |        |               |
| Inscrits / participation | Inscrits / participation | Inscrits / participation                                                          | 2005 | 71,67 |        |               |

Pour la première fois depuis sa réunification l'UNEF perd sa place de première organisation étudiante, dépassée par la FAGE. L'UNI retrouve l'élu qu'elle avait perdu 2 ans auparavant.
PDE ne présente pas de liste à ces élections et disparait définitivement du CNESER. Les associations monodisciplinaires qui constituent PDE (FNEB, BNEI, UNEDESEP, FENEPSY) participent en revanche à la constitution de la liste "Parole Étudiante". Cette dernière regroupe, outre le réseau de PDE, des candidats issus de l'UNEF, de la FAGE et de structures locales indépendantes.

### Résultats de 2019
| |                          |      |    |        |               |
| Liste | Liste                    | Voix | %  | Sièges | Evolution     |
| | FAGE                     | 636  | 47 | 6      | 1             |
| La FAGE et les élu.e.s associatif.ve.s : l’engagement pour les étudiant.e.s                                         |                          | 636  | 47 | 6      | 1             |
| | UNEF                     | 274  | 20 | 2      | 2             |
| Pour un service public de l’enseignement supérieur et de la recherche, émancipateur, gratuit et ouvert à tou·te·s ! |                          | 274  | 20 | 2      | 2             |
| | L'Alternative            | 222  | 16 | 2      | Nv            |
| Game of CNESER : Enflammons la représentation étudiante !                                                           |                          | 222  | 16 | 2      | Nv            |
| | UNI                      | 124  | 9  | 1      | en stagnation |
| UNI et indépendants au service des étudiants                                                                        |                          | 124  | 9  | 1      | en stagnation |
| | ANEE                     | 92   | 6  | 0      | Nv            |
| Le Choix Indépendant des écoles et des universités de demain                                                        |                          | 92   | 6  | 0      | Nv            |
| |                          |      |    |        |               |
| Votes exprimés |                          |      |    |        |               |
| Votes blancs |                          |      |    |        |               |
| Votes nuls |                          |      |    |        |               |
| Total | Total                    |      |    | 11     |               |
| Abstention |                          |      |    |        |               |
| Inscrits / participation                                                                                            | Inscrits / participation |      | 67 |        |               |

L'année 2019 a été marquée par l’effondrement de l'UNEF, qui perd la moitié de ses élus par rapport à 2017, le passage de la FAGE à la majorité des sièges (6 sur 11 sièges) et l'entrée au CNESER d'une nouvelle organisation représentative. Cette nouvelle organisation (L'Alternative) est une liste d'union entre des syndicats étudiants locaux (et notamment les syndicats qui avaient participé à la liste « Parole Étudiante » en 2017), des sections dissidentes de l'UNEF (dont certaines constituent la Fédération syndicale étudiante) et certains syndicats de Solidaires étudiant-e-s qui n'a pas été en mesure de présenter une liste à cette élection.
La liste de l'Association Nationale des Élus Étudiants (ANEE), « Choix indépendant » est soutenu par l'UNEDESEP, le BNEI et la FENEPSY, organisations qui appartenaient au réseau PDE, dissous en 2018.

### Résultats de 2021
| |                                               |      |      |        |               |
| Liste | Liste                                         | Voix | %    | Sièges | Evolution     |
| | FAGE                                          | 626  | 46,1 | 5      | 1             |
| Agir en faveur d'un enseignement supérieur durable, accessible et vecteur d'émancipation                                                          |                                               | 626  | 46,1 | 5      | 1             |
| | L'Alternative · Solidaires étudiant-e-s · FSE | 233  | 17,2 | 2      | en stagnation |
| L'Union pour un Enseignement supérieur démocratique et solidaire                                                                                  |                                               | 233  | 17,2 | 2      | en stagnation |
| | UNEF                                          | 231  | 17   | 2      | en stagnation |
| UNEF le syndicat étudiant et associations étudiantes : Pour défendre un enseignement supérieur ouvert, émancipateur et démocratique pour tou·te·s |                                               | 231  | 17   | 2      | en stagnation |
| | UNI                                           | 151  | 11,1 | 1      | en stagnation |
| UNI et indépendants au service des étudiants |                                               | 151  | 11,1 | 1      | en stagnation |
| | ANEE                                          | 116  | 8,5  | 1      | 1             |
| Le Choix Indépendant |                                               | 116  | 8,5  | 1      | 1             |
| |                                               |      |      |        |               |
| Votes exprimés | Votes exprimés                                | 1357 | 99,1 |        |               |
| Votes blancs | Votes blancs                                  | 12   | 0,9  |        |               |
| Votes nuls |                                               | 12   | 0,9  |        |               |
| Total | Total                                         | 1369 | 100  | 11     |               |
| Abstention | Abstention                                    | 604  | 30,6 |        |               |
| Inscrits / participation | Inscrits / participation                      | 1973 | 69,4 |        |               |

Lors de cette échéance électorale, la composition des listes en présence est très similaire à celle de l'année précédente. Toutefois, le BNEI n'a pas réitéré son soutien à la liste de l'ANEE. Cette dernière n'a été portée que par l'UNEDESEP et la FENEPSY. L'Alternative fait liste commune avec la FSE (qui était une composante de l’Alternative en 2019, et qui est désormais présentée comme un partenaire à part entière) et Solidaires étudiant-e-s (qui n'avait pas présenté de liste propre en 2019, mais dont plusieurs sections locales avaient participé à la liste de l'Alternative).
Avant même le début du scrutin, le ministère de l’enseignement supérieur, de la recherche et de l'innovation annonce avoir constaté un système de fraude organisée, basé sur des usurpations d'identité afin de détourner le matériel de vote de certains grands électeurs, ainsi que « des pressions aux domiciles d'étudiants électeurs » par « des responsables d'organisations étudiantes », sans toutefois nommer ces dernières. Le ministère précise également que des poursuites pénales ont été engagées contre les auteurs de ces fraudes. Ces fraudes sont dénoncées par la FAGE, l'UNI, L'Alternative, la FSE, et l'UNEF,, cette dernière est pourtant accusée d'être à l'initiative de la manœuvre.

### Résultats de 2023
Les élections CNESER 2023 se sont tenues du 5 au 16 juin 2023. Lors de cette échéance électorale, la composition des listes en présence est similaire à la précédente.
L'Alternative est rejointe par une scission de plusieurs sections de l'UNEF qui forment ensemble l'Union étudiante. La FSE et Solidaires étudiant-e-s, qui faisaient liste commune avec cette dernière en 2021, ne participent pas au scrutin.
L'UNEDESEP et la FENEPSY présentent désormais leur liste « Le choix indépendant » sous l'étiquette de l'Organisation nationale des étudiants (ONDE).
| |                          |      |      |        |               |
| Liste, | Liste,                   | Voix | %    | Sièges | Evolution     |
| | FAGE                     | 660  | 47,4 | 6      | 1             |
| Bouge tes campus : pour un enseignement supérieur durable, accessible et émancipateur                                                                               |                          | 660  | 47,4 | 6      | 1             |
| | Union étudiante          | 372  | 26,7 | 3      | 1             |
| Union Étudiante pour une alternative indépendante, inclusive, écolo et solidaire                                                                                    |                          | 372  | 26,7 | 3      | 1             |
| | UNI                      | 171  | 12,3 | 1      | en stagnation |
| UNI et indépendants : au service des étudiants ! |                          | 171  | 12,3 | 1      | en stagnation |
| | UNEF                     | 169  | 12,1 | 1      | 1             |
| UNEF, Le syndicat étudiant et associations : Ensemble, luttons contre la sélection et la précarité, agissons pour un ESR démocratique, écologique et émancipateur ! |                          | 169  | 12,1 | 1      | 1             |
| | ONDE                     | 19   | 1,4  | 0      | 1             |
| Le Choix Indépendant |                          | 19   | 1,4  | 0      | 1             |
| |                          |      |      |        |               |
| Votes exprimés | Votes exprimés           | 1391 | 96,3 |        |               |
| Votes blancs | Votes blancs             | 53   | 3,7  |        |               |
| Votes nuls |                          | 53   | 3,7  |        |               |
| Total | Total                    | 1444 | 100  | 11     |               |
| Abstention | Abstention               | 623  | 30,1 |        |               |
| Inscrits / participation | Inscrits / participation | 2067 | 69,9 |        |               |

### Elections de 2025
Les élections CNESER 2025 se sont tenues du 2 au 6 juin 2025,.
A partir d'octobre 2024, des tensions apparaissent au sein de l'Union étudiante autour des accusations contre Hugo Prevost, ex dirigeant de l'organisation. Après plusieurs mois de tensions, six sections locales déposent une liste dissidente pour les élections CNESER, la « Coordination féministe, antiraciste et écologiste : étudiant-es solidaires » et sont, en conséquence, exclues de l'organisation. Ces sections dissidentes dénoncent un « harcèlement » et une « purge » de la part de l'équipe nationale, quand celle-ci parle de « manigances d’un groupe de personnes qui n’a pas digéré un acte féministe ».
En plus de cette liste dissidente, une nouvelle organisation présente une liste aux élections CNESER : la Confédération des Élus Étudiants (CEE), une liste soutenu par UNEF-Renouveau Syndical, une scission de l’UNEF.
L'ONDE, la fédération étudiante composée de l'UNEDESEP, de la FENEPSY et de Nova, ne présente pas de liste et fait le choix de ne donner aucune consigne de vote.
| |                          |                                                              |       |       |        |               |
| Liste | Liste                    | Liste                                                        | Voix  | %     | Sièges | Evolution     |
| |                          | FAGE                                                         | 712   | 41,20 | 5      | 1             |
| La liste associative et indépendante : BOUGE TES CAMPUS, pour un enseignement supérieur et une recherche inclusifs, écologiques et émancipateurs !        |                          |                                                              | 712   | 41,20 | 5      | 1             |
| |                          | Union étudiante                                              | 370   | 21,41 | 3      | en stagnation |
| Union Étudiante contre la sélection et l'extrême droite : l’alternative pour un enseignement supérieur émancipateur, démocratique, écolo et solidaire !   |                          |                                                              | 370   | 21,41 | 3      | en stagnation |
| |                          | UNI                                                          | 194   | 11,23 | 1      | en stagnation |
| UNI et indépendants : au service des étudiants |                          |                                                              | 194   | 11,23 | 1      | en stagnation |
| |                          | Coordination syndicale (diss Union étudiante)                | 183   | 10,59 | 1      | Nv            |
| Coordination Féministe, Antiraciste et Écologiste - Etudiant-es Solidaires                                                                                |                          |                                                              | 183   | 10,59 | 1      | Nv            |
| |                          | UNEF                                                         | 166   | 9,61  | 1      | en stagnation |
| Contre l'austérité budgétaire, l'extrême droite et la sélection : Vote UNEF, le syndicat étudiant pour un enseignement supérieur ouvert et émancipateur ! |                          |                                                              | 166   | 9,61  | 1      | en stagnation |
| |                          | La confédération des élus étudiants (UNEF-RS · Indépendants) | 103   | 5,97  | 0      | Nv            |
| La Confédération des Elus Etudiants : universités, écoles, outre-mer, doctorants - un même combat pour le service public                                  |                          |                                                              | 103   | 5,97  | 0      | Nv            |
| Votes exprimés | Votes exprimés           | Votes exprimés                                               | 1 728 | 97,41 |        |               |
| Votes blancs | Votes blancs             | Votes blancs                                                 | 46    | 2,59  |        |               |
| Votes nuls |                          |                                                              | 46    | 2,59  |        |               |
| Total | Total                    | Total                                                        | 1 774 | 100   |        |               |
| Abstention | Abstention               | Abstention                                                   |       | 12,1  |        |               |
| Inscrits / participation | Inscrits / participation | Inscrits / participation                                     | 2 018 | 87,91 |        |               |

Les élections CNESER 2025 sont marquées par une participation en forte hausse, atteignant 87,9 % soit près de 18 points de plus qu’en 2023 (69,9 %). Ce taux s’explique principalement par l’introduction du vote électronique, utilisé pour la première fois. Malgré ce changement majeur, la répartition des sièges évolue peu. L’Union étudiante (UE) et l’Union nationale des étudiants de France (UNEF), bien que fragilisées par des scissions internes, conservent respectivement trois et un siège, et un nombre de voix presque égale. La liste dissidente issue de l’UE – la Coordination syndicale – parvient à obtenir un élu, tandis que la « Confédération des Élus Étudiants », soutenue notamment par UNEF-Renouveau Syndical et des indépendants, échoue à entrer au CNESER. La FAGE, en tête en nombre de voix, progresse légèrement mais perd un siège, passant de six à cinq représentants. L’UNI maintient son siège unique tout en enregistrant une hausse de ses suffrages.

## Critiques liées à la représentation étudiante au CNESER

### Déséquilibres de représentation selon les établissements
L'élection au CNESER est un scrutin indirect : les élus au CNESER sont désignés par des grands électeurs dans chaque établissement. Or le nombre d'étudiants représentés par un grand électeur varie considérablement. En effet, selon un rapport de l'Inspection Générale de l’Administration de l’Éducation Nationale et de la Recherche (IGAENR) de 2012, un grand électeur issu d'une université représente en moyenne 798 étudiants, tandis qu'un grand électeur issu d'un autre EPSCP en représenterai 157. En ce sens, les étudiants en université sont sous-représentés parmi l'électorat au CNESER. Cette sous-représentation a été particulièrement aggravée par la loi LRU de 2007 qui a réduit de manière très significative le nombre d'étudiants dans les conseils universitaires. Il faut aussi ajouter l'absence de certains établissements dans le corps électoral alors qu'ils sont pourtant concernés par la juridiction du CNESER, c'est le cas par exemple des IEP.

### Faiblesse de la participation aux élections
Outre les scrutins consécutifs aux mobilisations de mai 68, les scrutins aux conseils centraux dans les universités sont systématiquement marqués par une très faible participation électorale,. Par ailleurs, la désignation des élus via un scrutin indirect (et dont l'abstention est toujours significative) participe à la construction d'une critique de la légitimité de ces élus et/ou de l'instance en elle-même.

### Fraudes et irrégularités
Le mode de désignation des élus au CNESER est régulièrement dénoncé pour ses irrégularités et sa très grande perméabilité aux fraudes.
Ainsi, les résultats sont souvent contestés et parfois invalidés par le tribunal administratif. Ce fut le cas lors des scrutins de 1998 et de 2012.